# Out of the Silence
Out of the Silence è l'album d'esordio della band Dare, uscito nel 1988.

## Tracce
1. Abandon
2. Into the Fire
3. Nothing is Stronger than Love
4. Runaway
5. Under the Sun
6. The Raindance
7. King of Spades
8. Heartbreaker
9. Return the Heart
10. Don't Let Go

## Formazione
- Darren Wharton - voce
- Vinny Burns - chitarra
- Sheeley - basso
- James Ross - batteria
- Brian Cox - tastiera